# Кремлёвская набережная (Казань)
Кремлёвская набережная (тат. Кремль яр буе, Кирмән яр буе) — пешеходная набережная реки Казанка в центре города Казань. Имеет длину около полутора километров и пролегает от стен Казанского Кремля до Национальной библиотеки. Одна из современных городских достопримечательностей и одно из мест массового посещения в городе. Является коммерческой организацией города Казань.